# Ciclista mensageiro

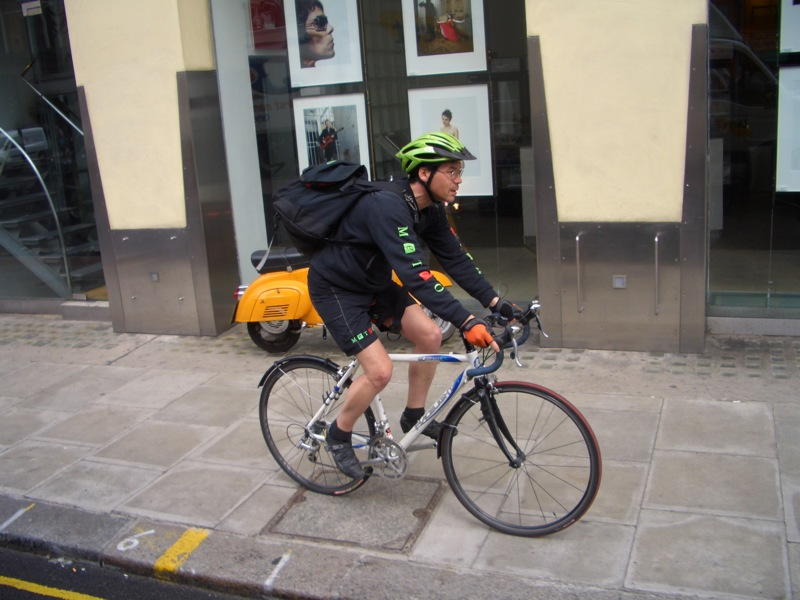
Ciclista mensageiro em Londres

Ciclista mensageiro (do inglês: bicycle messenger, também: bikeboy) é uma pessoa que utiliza a bicicleta para fazer o serviço de transporte e entrega de itens. Os mensageiros são freqüentemente encontrados nos setores financeiros de metrópoles.

## História
Quase imediatamente após o desenvolvimento do velocípede movido a pedal por volta de 1860, as pessoas começaram a usar a bicicleta para fins de entrega. No livro Bicycle: The History de David Herlihy, há várias referências aos mensageiros de bicicleta trabalhando durante o século XIX, incluindo uma descrição dos empregados dos correios pela bolsa de Paris em 1870. Devido ao grande aparecimento da bicicleta, na década de 1890, nos Estados Unidos, a empresa Western Union empregou uma série de ciclistas mensageiros em Nova Iorque, São Francisco e em outros centros populacionais do país.
O serviço de ciclista mensageiro era bastante comum na virada do século XX, porém, ao longo do tempo os ciclistas foram sendo substituídos por mensageiros motorizados, principalmente na Europa. Somente em meados dos anos 80 com o aumento dos congestionamentos rodoviários nas grandes cidades, o custo crescente de energia e a consciência ecológica é que fizeram com que o ciclista mensageiro voltasse a se tornar interessante para economia e assim, reaparecendo na Europa. Londres, foi a capital pioneira neste serviço, fazendo com que empresas em outras cidades seguissem o exemplo. Desde o final dos anos 80 é comum ciclistas mensageiros no centro de Londres. Na Europa continental, este serviço, inspirados nos serviços dos Estados Unidos e Inglaterra, começou a ser oferecido, havendo um número expressivo de ciclistas mensageiros em países como Alemanha, Espanha, França, Itália e Portugal. Fora da Europa e América do Norte, existem serviços de ciclistas mensageiros no Japão, Nova Zelândia e Austrália.

### Brasil
No Brasil, este serviço é relativamente novo, começaram a surgir empresas de entrega utilizando bicicletas no final dos anos 90, principalmente devido a questão ambiental. Segundo o Sindicato dos Mensageiros, Motociclistas, Ciclistas e Mototaxissistas de São Paulo e Região (SINDIMOTOSP) há cerca de dois mil bikeboys somente em São Paulo (dados de 2011).

## Serviço
As razões para a utilização deste serviço por empresas são diversas, entre elas o baixo custo de manutenção e a rapidez com que o serviço é executado, em média a bicicleta é o meio de transporte mais rápido em grandes cidades. Ciclistas Mensageiros carregam uma enorme variedade de itens, principalmente itens que não podem ser enviados por meios digitais, presentes corporativos, obras de arte originais, documentos originais assinados, material visual, documentos legais e etc; instrumentos financeiros e informações confidenciais são rotineiramente enviados por cmensageiros, devido a desconfiança na criptografia digital.